# 格氏黑白鰍
格氏黑白鰍為輻鰭魚綱鯉形目鰍科的其中一種，為温帶淡水魚，分布於歐洲伏爾加河、頓河、庫班河、Eya河及裏海北部淡水、半鹹水流域，體長可達8.8公分，棲息在底層水域，生活習性不明。

## 扩展阅读
維基物種上的相關：格氏黑白鰍